# Winzererstraße
Die Winzererstraße ist eine etwa zwei Kilometer lange Straße in den Münchner Stadtteilen Maxvorstadt und Schwabing.

## Beschreibung
Die Winzererstraße beginnt an der Heßstraße am Maßmannpark und verläuft nahezu parallel zur Schleißheimer Straße, im Norden endet die Straße heute, nach Querung der Ackermannstraße, südöstlich des Olympiabergs.
An ihr liegen 11 Baudenkmäler, z. B. das Kasernengebäude der Prinz-Leopold-Kaserne oder der Obelisk Ecke Winzererstraße/Lothstraße/Georgenstraße.
An der Winzererstraße 9 liegt das Bayerische Staatsministerium für Arbeit und Soziales, Familie und Integration, an der Winzererstraße 45 liegt die Holzforschung München (TU München), an der Winzererstraße 47a liegt die Abteilung Erhebung des Finanzamt Münchens, an der Winzererstraße 68 liegt das Stadtarchiv, an der Hausnummer 52 eine Außenstelle des Bundesamtes für Logistik und Mobilität, an der Winzererstraße 106 das Landesarbeitsgericht und das Arbeitsgericht München.

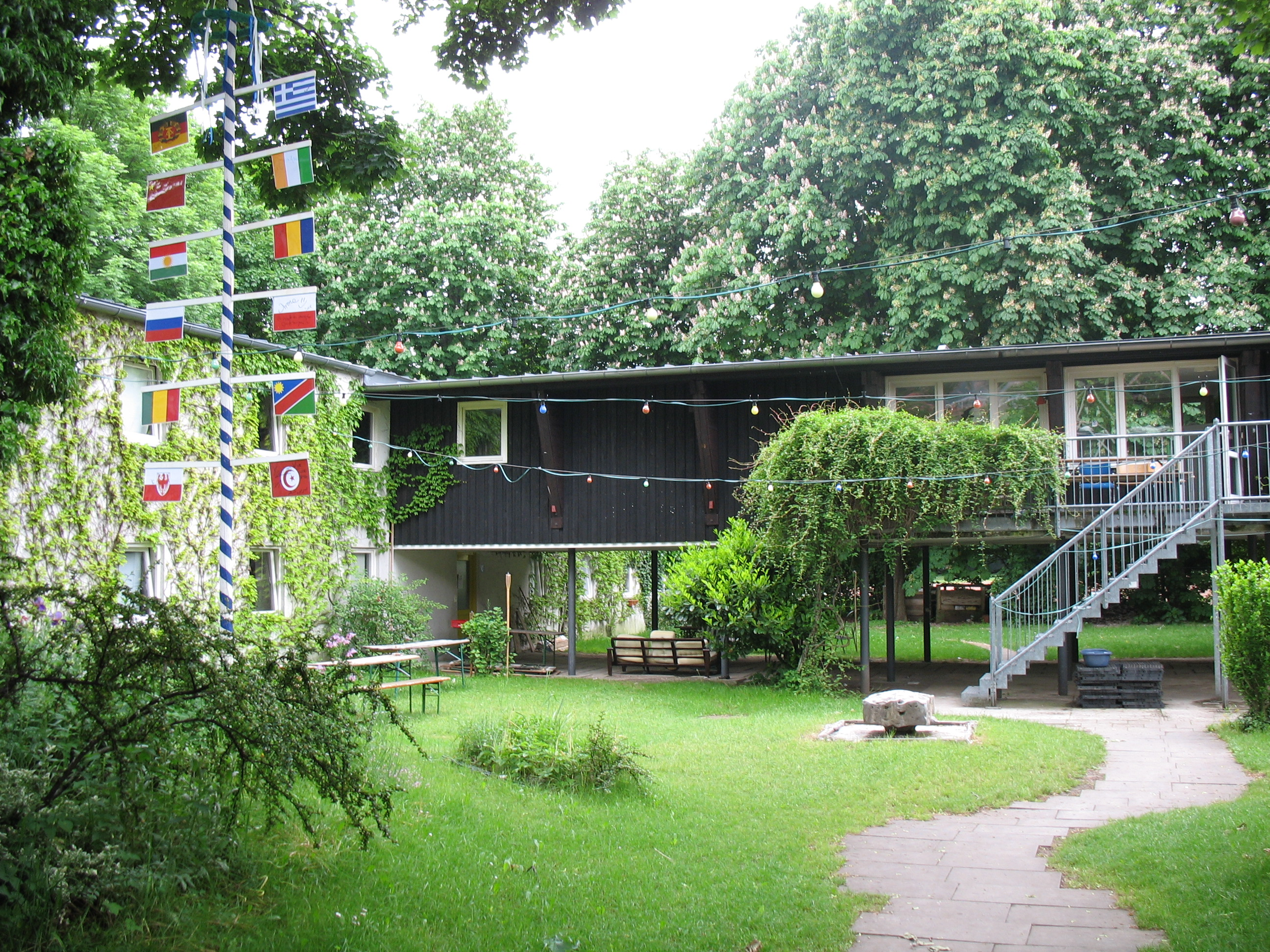
Wohnheimsiedlung Maßmannplatz
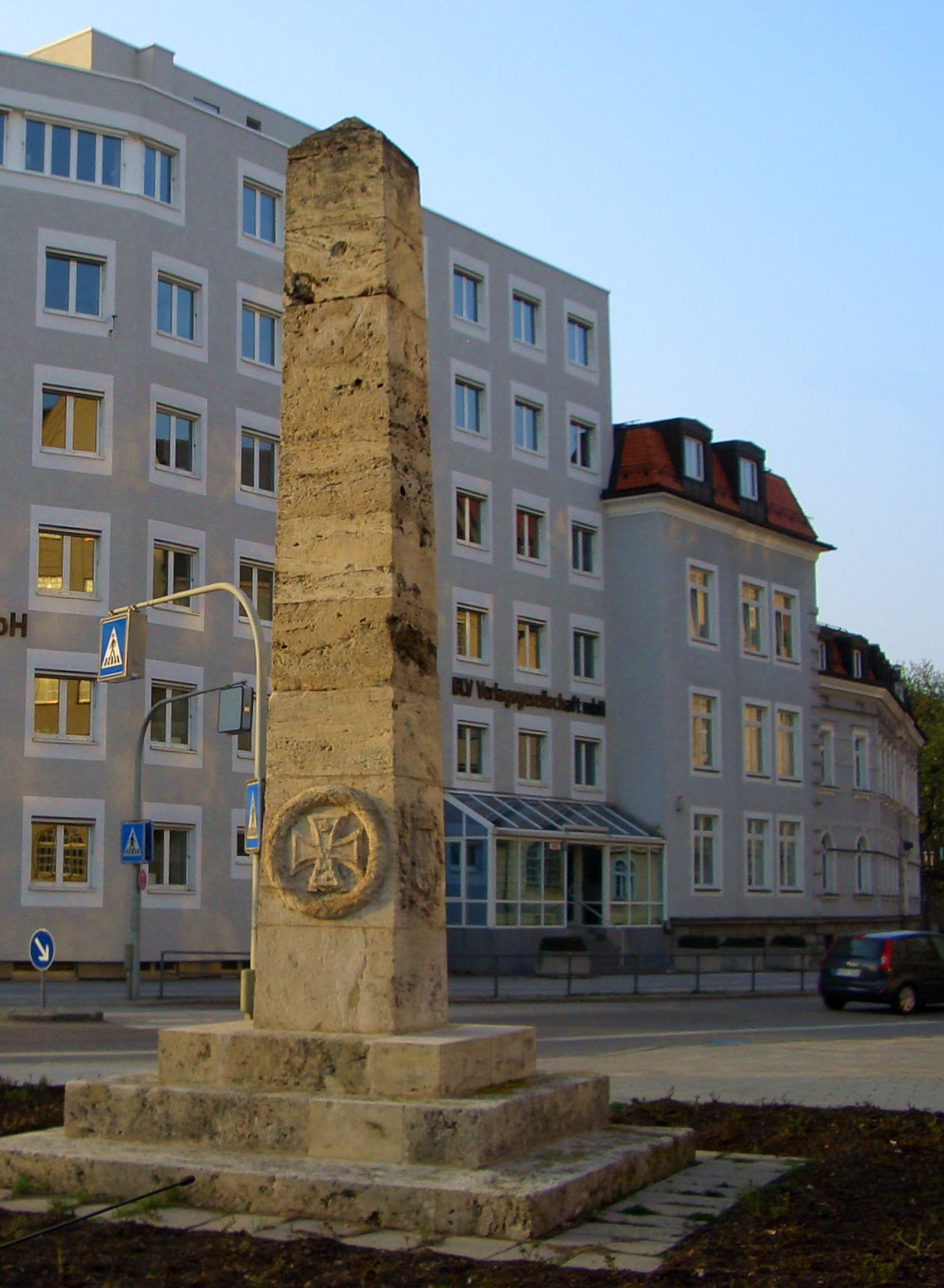
Obelisk im Dreieck Winzererstraße/Lothstraße/Georgenstraße
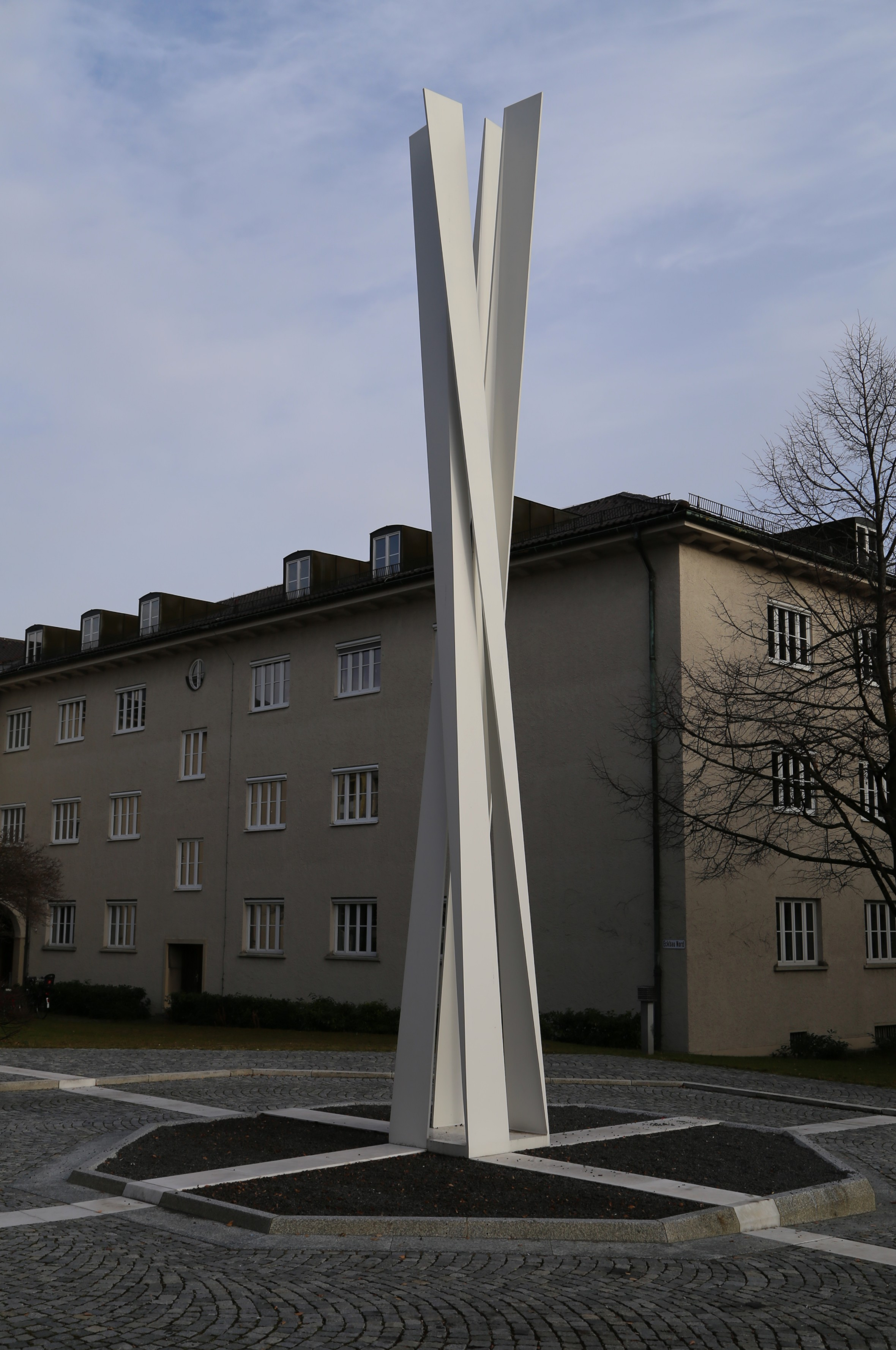
Stele diagonal (1986) von Ben Muthofer
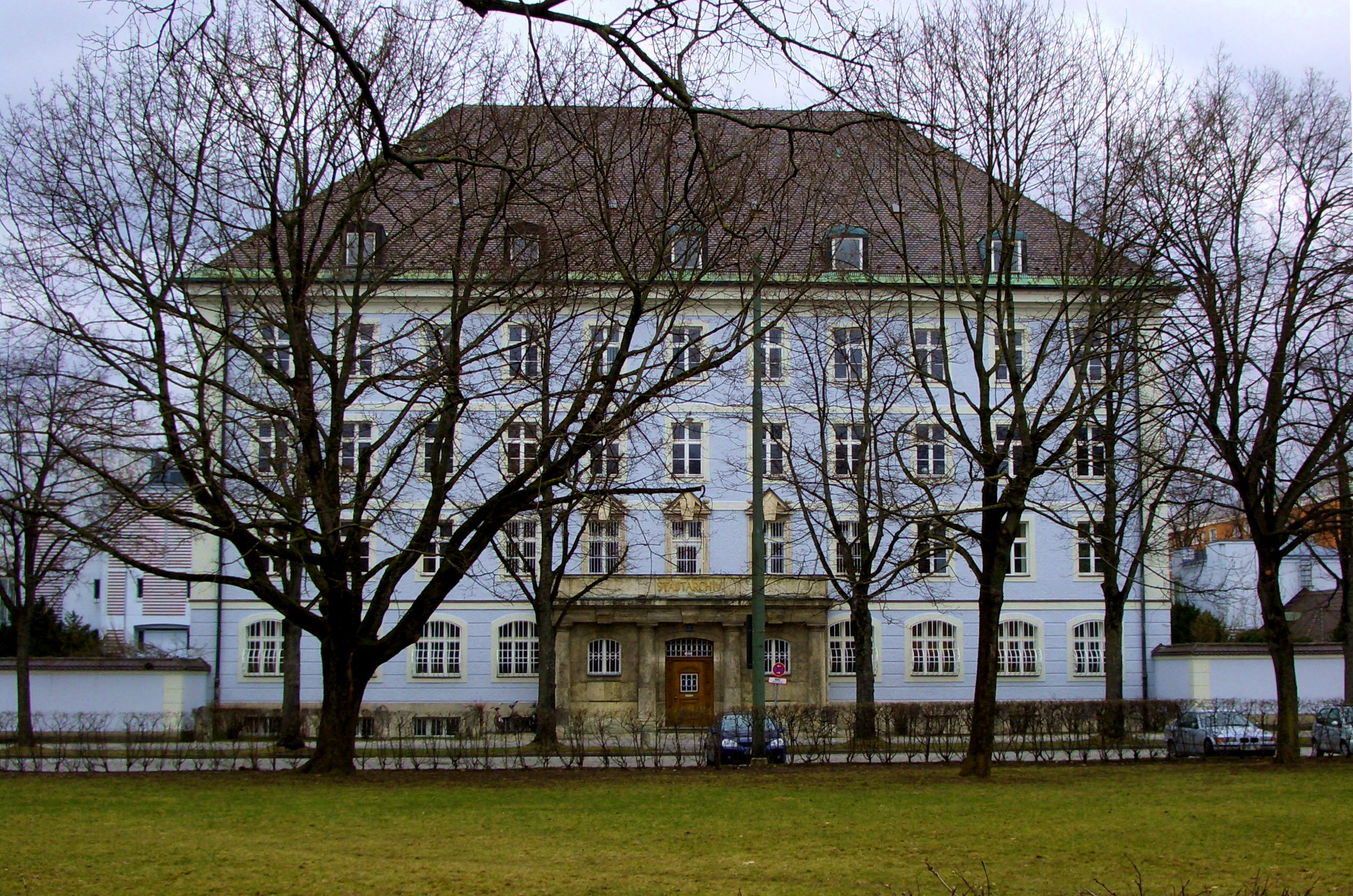
Stadtarchiv München in der Winzererstraße 68
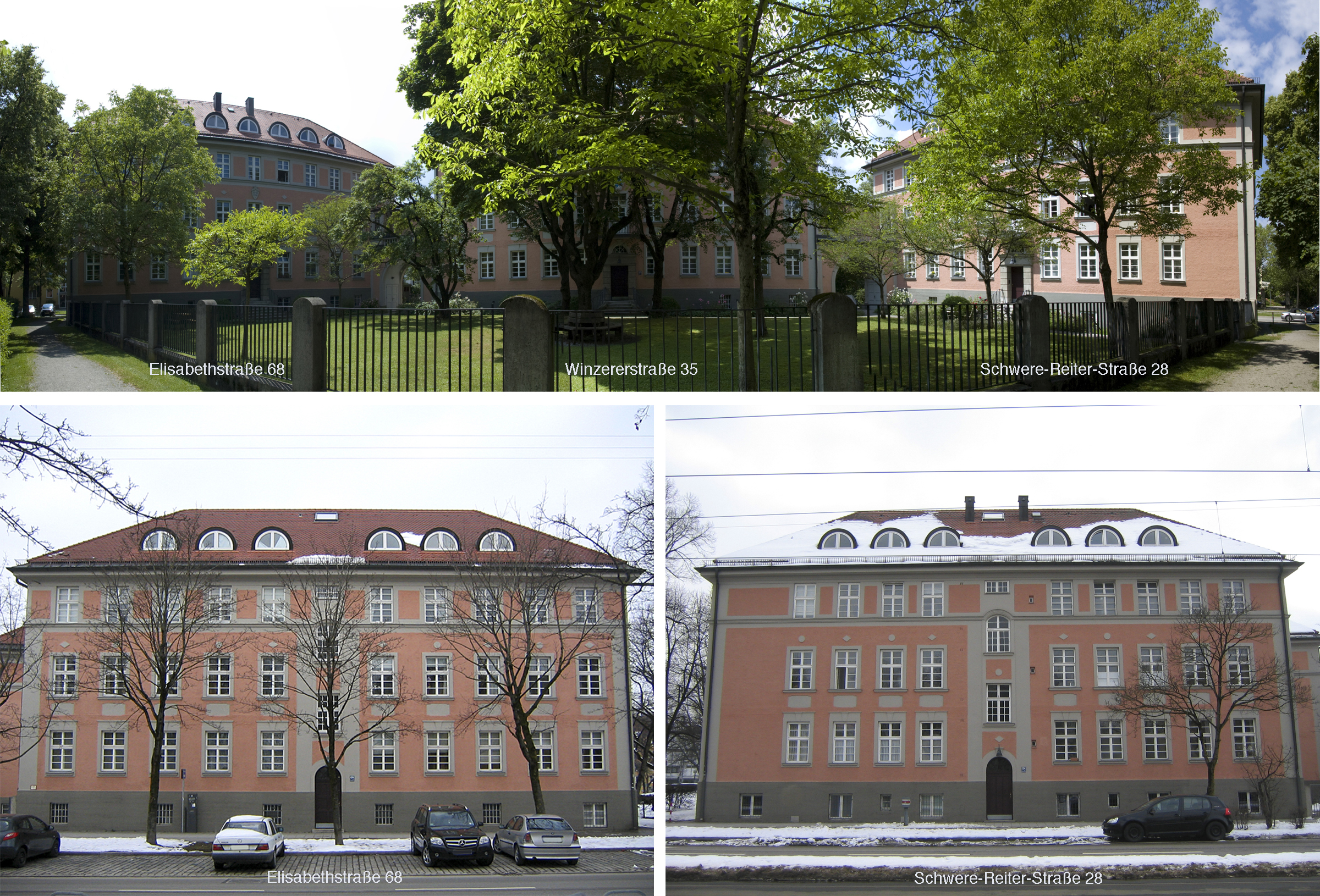
Barockisierende Wohnanlage in der Winzererstraße 35
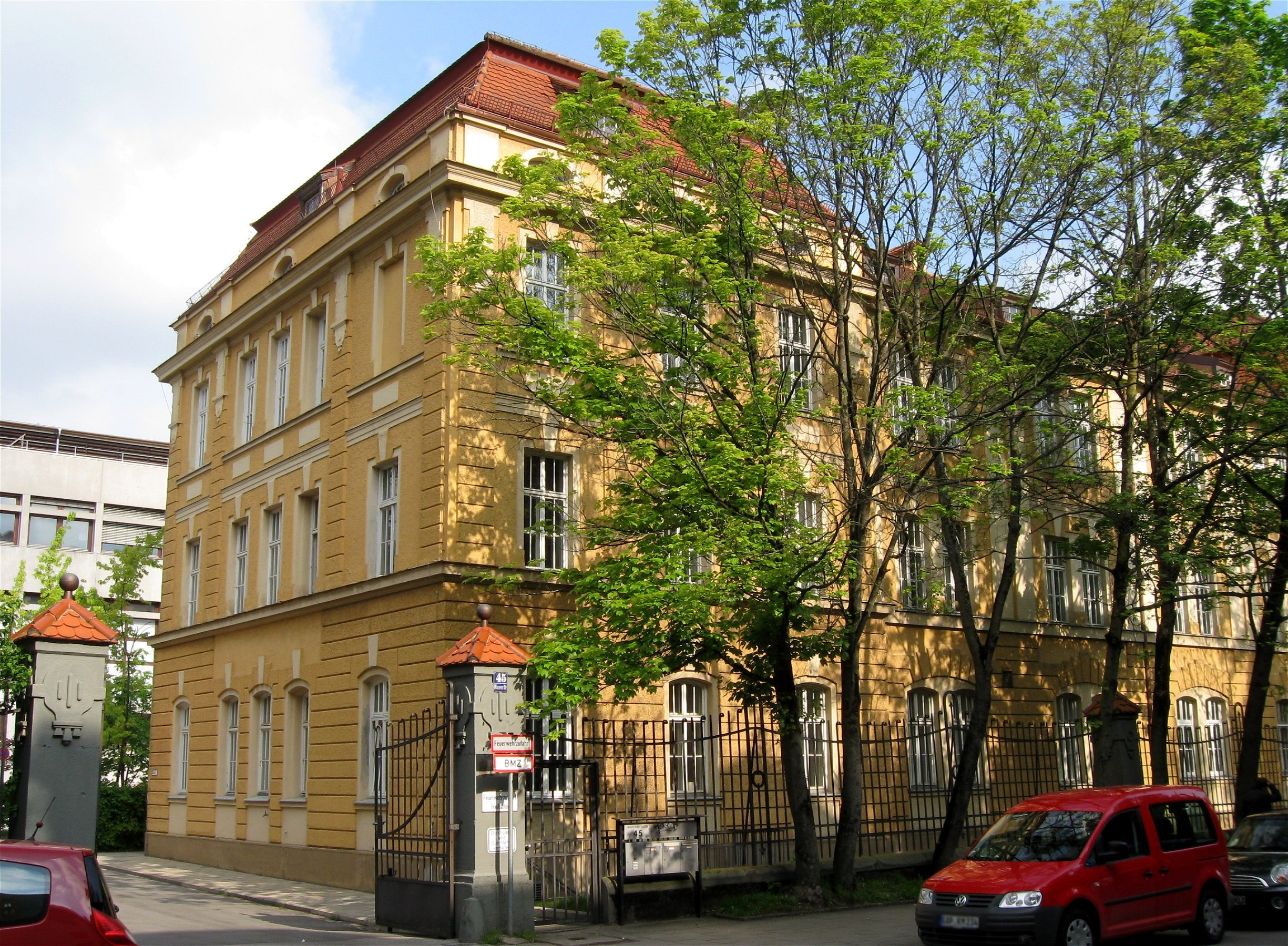
Mannschaftsgebäude
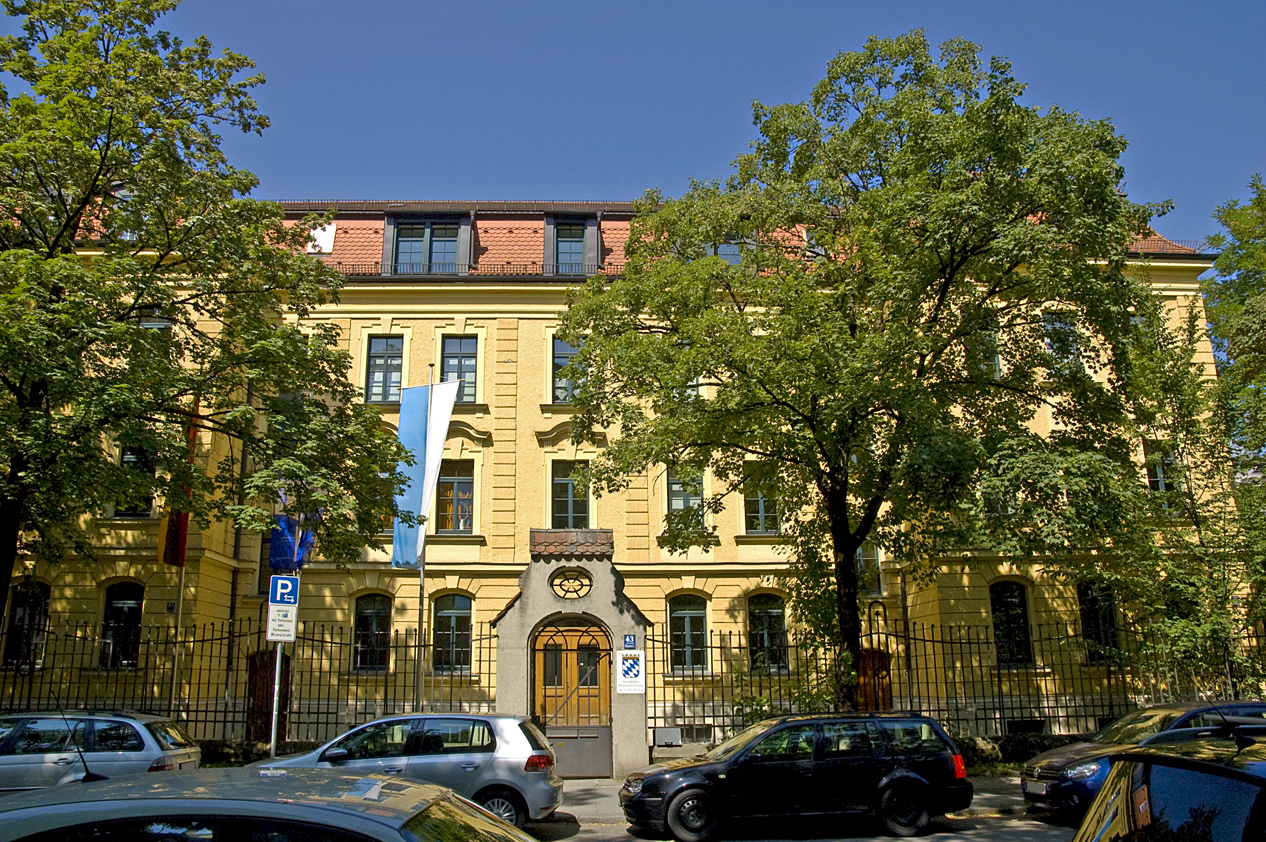
Kasernengebäude, ehemaliger Teil der Prinz-Leopold-Kaserne in der Winzererstraße 43
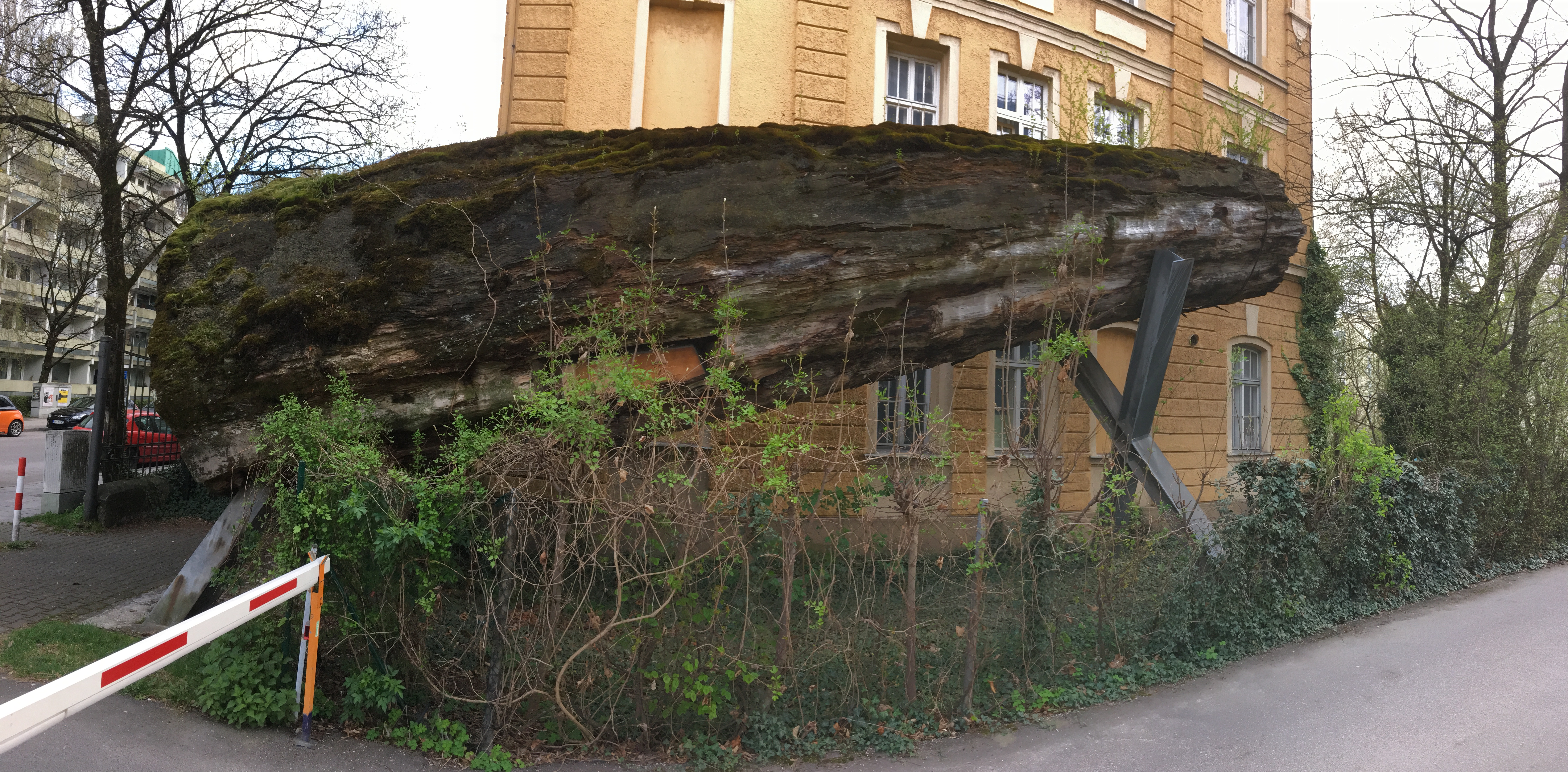
Teilstück eines Makoré-Baumes mit 4 m Durchmesser vor der Holzforschung München als Anschauungsobjekt
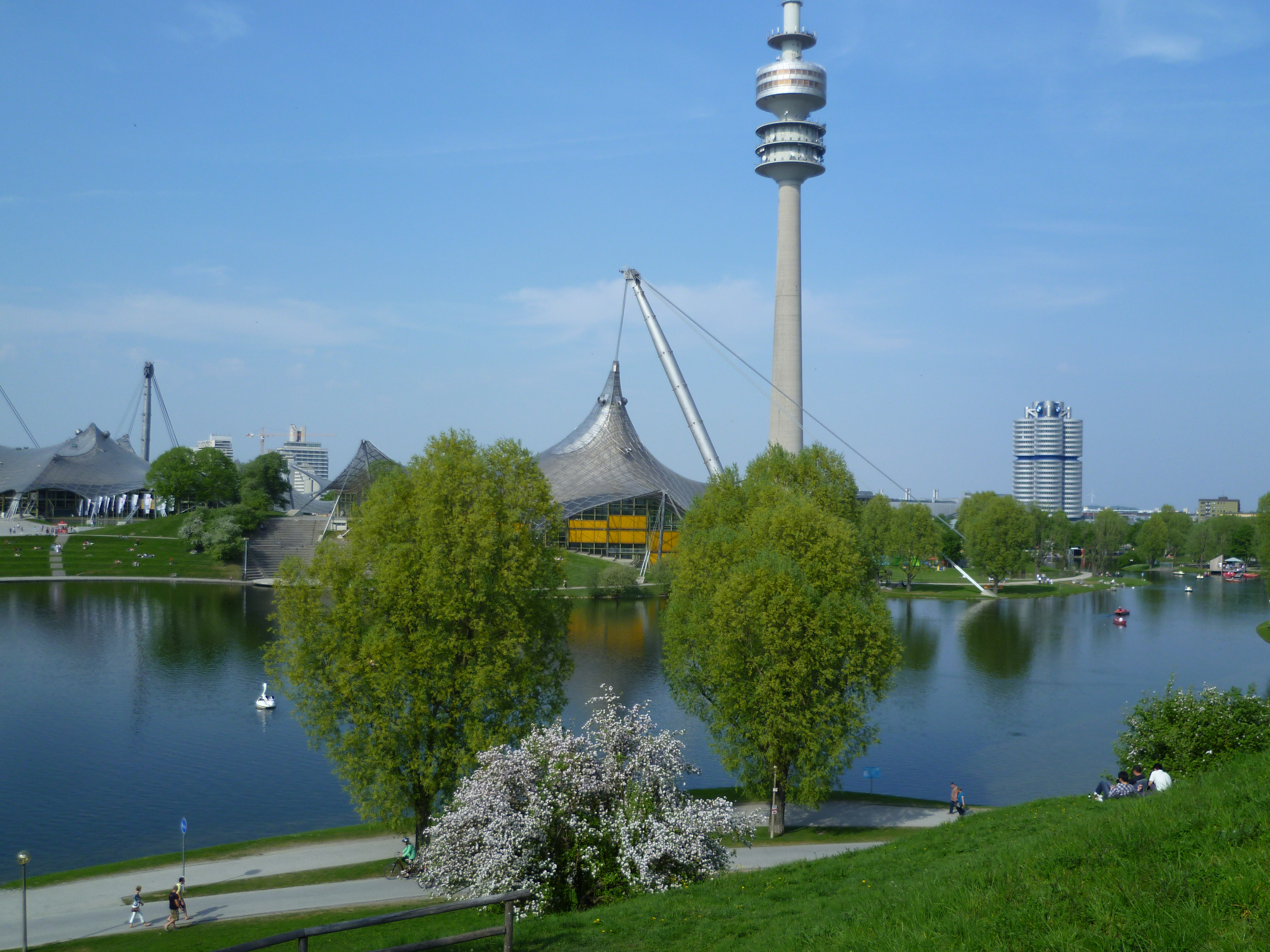
Olympiapark

## Geschichte

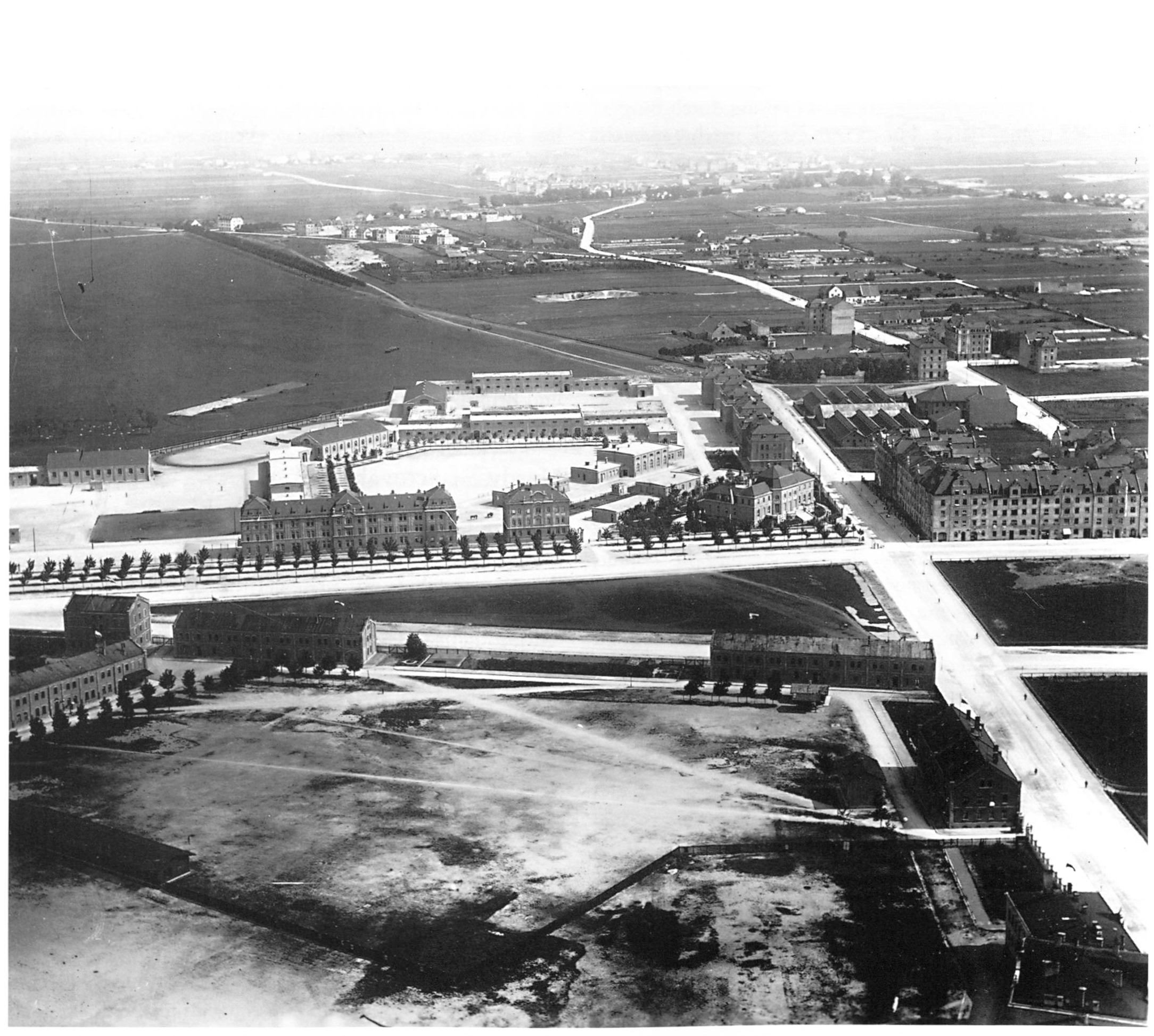
Luftaufnahme von 1900 auf die Kreuzung der am rechten Bildrand verlaufenden Winzererstraße mit der quer durch das Bild verlaufenden Schwere-Reiter-Straße sowie das dort befindliche Offizierskasino

Die Straße ist benannt nach dem Ritter und Landsknechtführer Winzerer, der 1525 das Übergreifen der Bauernkriege auf Bayern verhinderte. Sie verläuft auf einem Teil des Oberwiesenfelds.
Ab 1902 zog die bayerische Armee in die Prinz-Leopold-Kaserne ein.

Das Casino („Offizierspeiseanstalt“) an der Winzererstraße 41 – in den 1980er Jahren bis zu einem Brand zeitweise als Chemiefabrik genutzt – war später eine beliebte Filmkulisse, etwa bei Regisseur Rainer Werner Fassbinder oder für Schimanski-Tatorte. Die Filmleute hatten damals einfach das marode Gemäuer notdürftig für die Dreharbeiten mit Pappmaché und ähnlichem vervollständigt.
Um 1905 befanden sich zwischen der Lothstraße und der Elisabethstraße, die noch nicht durchgehend ausgebaut war, entlang der Winzererstraße bereits Gebäudeteile der Kaserne des 1. Pionierbataillons, welche den Teil des Barackenkasernement Oberwiesenfeld östlich der Infanteriestraße bildete. Damals war die Winzererstraße bereits bis zur Herzogstraße mit einem Sandbelag ausgebaut, aber noch weder mit einem Kopfsteinplatzer- noch mit einem Asphaltbelag versehen.
Nördlich der Herzogstraße wurde 1941 unmittelbar südlich des wenige Jahre später entstandenen Schuttberges, aus dem später der Olympiaberg wurde, die Nordmolkerei Deller KG gegründet, die bis Ende der 1990er Jahre Bestand hatte. Im Jahr 2000 wurde die Molkerei abgerissen und an deren Stelle die Wohnanlage am Olympiapark gebaut.
Sicher ab 1952 bis 1992 bildete die Winzererstraße zwischen der Lerchenauer Straße und der Lothstraße die Grenze zwischen den Stadtbezirken Schwabing-West und Neuhausen-Oberwiesenfeld und von 1992 bis 1996 zwischen den Stadtbezirken Schwabing-West und dem Stadtbezirk Neuhausen-Nymphenburg.
Erst mit dem Bau der Ackermannstraße ab 1967/68 im Rahmen der Baumaßnahmen für die Olympischen Sommerspiele 1972 wurde auch der nördliche Teilbereich der Winzererstraße (ab der Höhe der Einfahrt zwischen Hausnummer 85 und Hausnummer 89) – welcher bis dahin bereits ein Kopfsteinplatzerbelag hatte – bis zur Lerchenauer Straße asphaltiert.
In den 1970er Jahren wurde die Zufahrt von der Lerchenauer Straße in die Winzererstraße für Autos gesperrt. Später wurde der Teilbereich unterhalb des Olympiabergs ab der heutigen Wohnanlage am Olympiapark bis zur Lerchenauer Straße umgebaut, so dass die Straße heute bereits auf Höhe der Wohnanlage endet.
1980 auf 1981 wurde an der Winzererstraße 45 beim Holzinstitut ein 11 Meter langer Baumstammabschnitt einer Tieghemella heckelii aus Afrika zu Forschungszwecken aufgestellt.
Seit 1996 bildet die Winzererstraße zwischen Lerchenauer Straße und Ackermannstraße die Grenze zwischen den Stadtbezirken Schwabing-West und Milbertshofen-Am Hart.
Im Rahmen der Straßenerneuerung im Teilbereich zwischen der Ackermannstraße und der Saarstraße im Frühjahr 2023 wurde der unter dem Asphalt noch existierende Kopfsteinpflasterbelag freigelegt und entfernt.